# Acidovorax facilis
Acidovorax facilis es una especie de bacteria gramnegativa del género Acidovorax. Fue descrita en el año 1990, es la especie tipo. Su etimología hace referencia a fácil. Anteriormente conocida como Pseudomonas facilis. Es aerobia y móvil por flagelo polar. Tiene un tamaño de 0,2-0,7 μm de ancho por 1-5 μm de largo. Oxidasa positiva. Se ha aislado de suelos en Estados Unidos. 